# Germania (personifikation)
 Ikke at forveksle med Germanien.
 For alternative betydninger, se Germania (flertydig). (Se også artikler, som begynder med Germania)
Germania er en personifikation af Tyskland som en heltekvinde, der har været anvendt i litteratur og billedkunst siden 1840'erne. Eksemler er Johannes Schillings kolossalstatue på Niederwaldmonumentet, Rudolf Siemerings statue på sejrsmonumentet i Leipzig og Robert Henzes marmorskulptur Germania på sejrmonumentet på Altmarkt i Dresden.